# Orgyie
Une orgyie (en grec byzantin ὀργυιά / orguïà) est une brasse, une unité de mesure byzantine utilisée notamment par le fisc pour le relevé de la terre et le calcul de l'impôt foncier. On trouve deux orgyies différentes en usage : l'orgyie courte, ou simple (haplè orgyia) mesure 6 pieds ou 96 doigts soit 1,87 m et correspond à l'unité grecque antique homonyme (qui, elle, est égale à 1,776 m). Elle est en usage dans le commerce et l'artisanat. Une seconde orgyie, dite philétairique, mesure quant à elle 9 spithames (empans) impériaux ou encore 108 doigts soit 2,10 m : c'est celle qui est employée par les arpenteurs. Sa valeur est modifiée par Michel IV qui la porte à 9,25 spithames, soit 111 doigts ou encore 2,17 m lorsqu'elle est employée pour mesures les terres appartenant aux deux premières qualités fiscales. L'ancienne orgyie est conservée pour les champs de troisième catégorie.
Matériellement, l'orgyie du fisc se présente comme un bâton ou une tige de roseau.